# Hideki Tsukamoto
Hideki Tsukamoto (jap. 塚本 秀樹 Tsukamoto Hideki; ur. 9 sierpnia 1973) – japoński piłkarz występujący na pozycji bramkarza.

## Kariera klubowa
Od 1996 do 2006 roku występował w klubach Avispa Fukuoka i V-Varen Nagasaki.